# Jardín botánico Cascada Escondida
El Jardín Botánico "Cascada Escondida" es un jardín botánico y Arboretum que se encuentra en El Bolsón, en la provincia de Río Negro en la Patagonia, Argentina.
Se encuentra incluido en la RAJB (Red Argentina de Jardines Botánicos).
El código de identificación del Jardín Botánico "Cascada Escondida" como miembro del "Botanic Gardens Conservation International" (BGCI), así como las siglas de su herbario es CAES.

## Localización
El Jardín Botánico se encuentra a unos 10 km de El Bolsón, en la zona de Mallín Ahogado y dentro del área de la Cascada Escondida, perteneciente a la Reserva Forestal "Loma del Medio - Río Azul".
Jardín Botánico "Cascada Escondida" Casilla de Correo 26, Campo Forestal San Martín, Instituto Nacional de Tecnología Agropecuaria El Bolsón Río Negro 8430 Argentina
Planos y vistas satelitales:41°58′04.1412″S 71°30′55.9512″O / -41.967817000, -71.515542000

## Historia
La Reserva Forestal "Loma del Medio - Río Azul", posee una superficie de 2400 ha, con una proporción muy importante de bosque de Ciprés de la Cordillera (Austrocedrus chilensis). La finalidad de la Reserva es la preservación y administración de uno de los ecosistemas más representativos de esta especie.
En 1985 se formó por convenio una "Comisión de Manejo Compartido" entre el Instituto Nacional de Tecnología Agropecuaria y la provincia de Río Negro.
Unos años más tarde, en 1988, en un sector de la Reserva comenzó a proyectarse la creación del Jardín Botánico, por iniciativa del personal del Vivero Forestal Mallín Ahogado (Servicio Forestal Andino de la provincia de Río Negro).
El Jardín Botánico fue diseñado en un área de bosque parque preexistente, donde se encontraban especies nativas, tales como: ciprés (Austrocedrus chilensis), ñire (Nothofagus antarctica), coihue (Nothofagus dombeyi), radal (Lomatia hirsuta), maitén (Maytenus boaria) y laura (Schinus patagonica), entre otras.

## Colecciones
Alberga una colección de árboles y arbustos nativos y exóticos, de los que sobresalen los géneros:
- Nothofagus
- Embothrium
- Luma
- Acer
- Zelkova
- Elaeagnus
- Alnus
- Ulmus
- Fraxinus
- Sorbus
- Cedrus
- Abies
- Araucaria
- Escallonia
- Liquidambar
- Quercus
- Cupressus
- Pinus
- Cryptomeria
- Taxus
- Sequoia
- Sequoiadendron